# San Martín del Río
San Martín del Río es un municipio y localidad española de la provincia de Teruel, en la comunidad autónoma de Aragón. El término municipal, ubicado en la comarca del Jiloca, tiene una población de 136 habitantes (INE 2024). El río Jiloca que le da nombre y el cultivo de la vid son consustanciales a la vida del pueblo. En esta localidad, cabe destacar la iglesia gótico-renacentista del siglo XVI, que posee espléndidos retablos esculpidos entre los siglos XVI al XVIII y entre las imágenes cuenta con una talla románica de la Virgen del Buen Reposo fechada en el siglo XII. Esta población celebra sus fiestas el 16 de agosto en honor a San Roque.

## Geografía
Integrado en la comarca del Jiloca, se sitúa a unos 95 km de la capital provincial. El término municipal está atravesado por la carretera N-234 antes de cruzar a la provincia de Zaragoza. Se sitúa en el noroeste de su provincia. Tiene un área de 16,58 km², con una población de 191 habitantes (INE 2012) y una densidad de 12,67 hab./km². El código postal es 44390.
El relieve del municipio está definido por el río Jiloca y por el terreno irregular circundante en el que abundan los barrancos. La altitud oscila entre los 1090 m al suroeste y los 770 m a orillas del río. El pueblo se alza a 780 m sobre el nivel del mar. 
Las temperaturas, singularmente bajas y secas en invierno, hacen de los veranos, por el contrario, una estación extremadamente agradable. Esta le proporciona una tibieza climática que hace de las noches veraniegas reclamo de visitantes. En definitiva, un clima tan apto para el veraneo interior multiplica por cuatro los habitantes de hecho que de ningún modo reflejan el pasado próximo de este pueblo cuya población alcanzaba al iniciarse el siglo XX los 1338 habitantes.
Son superficies labradas, dedicadas al viñedo, almendro y cerezo. Hasta el siglo XVII lo hoy roturado estaba cubierto por bosques de encinas, pinos y robles. Tras los excesos cometidos en siglo XIX y primera mitad del XX, fueron parcialmente repobladas con pinos en los años 1950.
| Noroeste: Villanueva de Jiloca (Zaragoza)                   | Norte: Villanueva de Jiloca (Zaragoza) | Noreste: Nombrevilla (Zaragoza) |
| Oeste: Valdehorna (Zaragoza)                                |                                        | Este: Anento (Zaragoza)         |
| Suroeste: Val de San Martín (Zaragoza) y Castejón de Tornos | Sur: Báguena                           | Sureste: Báguena                |

## Historia
En el año 1248, por privilegio de Jaime I, este lugar se desliga de la dependencia de Daroca, pasando a formar parte de Sesma del Campo de Gallocanta en la Comunidad de Aldeas de Daroca, que en 1838 fue disuelta.
Hacia mediados del siglo XIX el lugar tenía contabilizada una población de 910 habitantes. Aparece descrito en el decimoprimer volumen del Diccionario geográfico-estadístico-histórico de España y sus posesiones de Ultramar de Pascual Madoz de la siguiente manera:

MARTIN DEL RIO (San): l. con ayunt. en la prov. de Teruel (14 leg.), part. jud. de Calamocha (3), díóc. y aud. terr. de Zaragoza (14) y c. g. de Aragon. Está sit. en el limité N. de la prov., á la der. del r. Jiloca, mitad en el llano y mitad en el terr. pendiente y desigual, combatido por todos vientos; goza de buen clima, siendo las tercianas las enfermedades mas comunes. Se compone de 244 casas de mediana construccion, entre ellas la del ayunt., en cuyo edificio se encuentra la cárcel; tiene una escuela de primeras letras, concurrida por 30 niños, cuyo maestro está dotado con 2,200 rs. un paseo con algun arbolado, una fuente á muy corta dist. de la pobl., de cuyas aguas se surten los vec; igl. parr. (San Martin Obispo), servida por un cura de segundo ascenso y de concurso, y provision real y ordinaria, segun los meses de la vacante; hay dos erm. con culto público en los afueras del pueblo, y un cementerio que en nada perjudica á la salud pública. Confina el term. por el N.; con Villanueva del Jiloca, prov. de Zaragoza, part. de Daroca; E. Anento (id.); S. Baguena y O. Val de San Martin de Daroca; le atraviesa el precitado r. Jiloca (V.) que desemboca en el Jalon. El terr. participa de llano y monte, aquel es muy bueno y el otro de mediana calidad. caminos: hay uno que conduce de Daroca á Teruel en estado mediano, y los demás á los pueblos limítrofes. La correspondencia se recibe por balijero de la adm. de Daroca 2 veces en la semana. prod.: vino, trigo, cebada, cáñamo, judías, patatas y frutas, todo de muy buena calidad; hay algun ganado lanar y caza de conejos, liebres y perdices. pobl.: 227 vec., 910 alm. riqueza imp.: 98,419 rs.
(Madoz, 1848, p. 260)

## Demografía
San Martín del Río cuenta con una población de 136 habitantes (INE 2024).
| Gráfica de evolución demográfica de San Martín del Río entre 1842 y 2021                                            |
| |
| Población de derecho según los censos de población del INE Población de hecho según los censos de población del INE |

## Administración y política
| Período   | Alcalde                   | Partido |  |
| --------- | ------------------------- | ------- |  |
| 1979-1983 | Jesús Marco Lucía         | Ind.    |  |
| 1983-1987 |                           |         |  |
| 1987-1991 |                           |         |  |
| 1991-1995 |                           |         |  |
| 1995-1999 |                           |         |  |
| 1999-2003 |                           |         |  |
| 2003-2007 |                           |         |  |
| 2007-2011 |                           |         |  |
| 2011-2015 | José Luis Serrano Alcaire | PSOE    |  |

| Partido político    | Partido político                                   | 2003   | 2007   | 2011   | 2015   |
| Partido político    | Partido político                                   | Ediles | Ediles | Ediles | Ediles |
|                     | Partido de los Socialistas de Aragón (PSOE-Aragón) | 7      | 5      | 5      | 5      |
|                     | Partido Popular de Aragón (PP)                     | —      | 0      | 0      | 0      |
|                     | Partido Aragonés (PAR)                             | —      | 0      | 0      | 0      |
|                     | Chunta Aragonesista (CHA)                          | 0      | —      | —      | 0      |
| Total de concejales | Total de concejales                                | 7      | 5      | 5      | 5      |

## Patrimonio artístico
San Martín del Río goza de un rico y variado patrimonio artístico del cual a continuación se recogen las manifestaciones más características del mismo.

### Iglesia de San Martín
Obra de estilo gótico tardío de una nave cubierta con bóveda de crucería estrellada y capillas laterales del mismo estilo. En esta Iglesia destacan su órgano, la escenografía para el monumento de Semana Santa, y la torre.

### Ermita de San Francisco
Edificio barroco del siglo XVII, de mampostería, con planta en forma de cruz. La nave esta cubierta con una bóveda de medio cañón. Cabe destacar la cúpula de la capilla. En tiempos no muy lejanos, se seguía tocando el "campanico" a la una del mediodía. En esta ermita encuentran cobijo los pasos utilizados en la procesión de Semana Santa.

### Ermita de la Virgen del Buen Reposo
Edificio barroco del siglo XVIII, de mampostería, con una nave cubierta por bóveda de medio cañón con lunetos. Sobre la entrada, en lo alto se sitúa el coro. En ella se oficia la novena de la Virgen días antes de celebrar fiesta en su honor, el ocho de septiembre. La imagen de la Virgen del Buen Reposo parece responder a una talla del siglo XII.

### Los peirones
Peirón o pairón es vocablo de uso en Aragón para designar un humilladero. Se sitúan en las entradas y salidas de los pueblos y en los cruces de caminos para indicar la dirección de los pueblos limítrofes. Sirven también para santificar el lugar donde se ubican acogidos a la protección de los santos bajo cuya advocación se erigen. Numerosos pueblos aragoneses todavía conservan la costumbre de bendecir los campos desde el peirón.
La tipología es muy amplia. En San Martín tienen forma de esbelto pilar y rematen en un hueco u hornacina que contiene la imagen delo titular.

#### Peirón de la Virgen del Pilar
Este peirón es el más trabajado de los tres que encontramos en el municipio de San Martín del Río.
Sus proporciones se parecen mucho a las del Santo Cristo, aunque estas podrían ser un poco más esbeltas.
Está situado marcando la entrada del pueblo, señalando a la vez el cruce antiguo de caminos entre San Martín, Daroca, y Báguena, que hoy se llama Nacional 234.
Está compuesto por un pilar cuadrado de ladrillo cara vista en el que se distinguen tres cuerpos.
La basa es de piedra, poco mayor que el tronco y de unos treinta cm de altura. Tenía gradas, y por lo que se recuerda también unos poyetes o asientos donde la gente solía a ir a pasear... Estos dos elementos se perdieron con la construcción de la carretera, que hizo subir el nivel del suelo, dejándolos ocultos. De entonces también deriva la leve oscilación que tiene, ya que según cuentan se removió tanto el suelo, que el peirón bailó.
En los tres cuerpos del tronco se alternan las decoraciones de tracerías y cerámica, lo que hace que tenga un aire mudéjar.
El primer cuerpo es el más largo, en la parte inferior tiene en cada cara un arco ciego y una cruz formada con cerámicas azuladas.
El edículo, que ocupa las dos partes restantes, separadas por dos cornisas desiguales, tiene en la inferior la hornacina donde está la imagen de la Virgen del Pilar con el niño, realizada seguramente en yeso policromado, ya que se ven aún, trozos de policromía azul en las ropas. El cuerpo superior es una especie de baldaquino con otros cuatro arcos ciegos que culmina con una cornisa de ladrillo dispuesto en diente de sierra.
El tejadillo es a cuatro aguas en forma piramidal de aristas curvas, al igual que el que tiene la torre del pueblo. Está rematado por una cruz de forja que incluye una veleta del mismo material.
Ha tenido diversas utilidades dentro de la vida del pueblo. Antiguamente el día de la víspera del 12 de octubre, se encendía una hoguera a los pies del peirón alrededor de la cual se reunía todo el pueblo. Esto ya no se hace, pero la gente adulta del pueblo aún lo recuerda. Lo que sí que se mantiene es la procesión del día siguiente, que parte de la iglesia parroquial y va hasta el peirón, que para ese día se ha vestido con los mejores frutos que han dado los campos; membrillos, uva de cojón de gato, flores, pimientos,…
Una familia del pueblo ha sido de siempre la que se ha encargado del mantenimiento de la Virgen, ya que varias generaciones antes de la actual esta familia vivía en una cabaña en la misma finca donde se encuentra el peirón y a día de hoy siguen conservando esta tradición cada 12 de octubre.

#### Peirón del Santo Cristo
Situado a la salida del pueblo marca el camino a Val de San Martín, Valdehorna y al Cementerio, aunque el peirón es de construcción anterior a este.
Es un pilar prismático, cuadrado, de proporciones muy esbeltas. Consta de una basa que ha sido reforzada con hormigón simulando piedra, para evitar que se cayera al quedar medio colgado en la inclinada cuneta sobre la que está situado el peirón. Actualmente el hormigón se ha agrietado y muestra un estado de conservación bastante deficiente.
El tronco es de tres cuerpos de ladrillo, con el que se van creando decoraciones que son diferentes en los tres cuerpos, y que se basan en motivos de rombos y bandas horizontales de ladrillos en diente de sierra o esquina, y verticales. Este tipo de decoración es bastante usual en la arquitectura de la zona, los motivos se repiten, así como la utilización del ladrillo en esquina, como también se puede ver, aunque con más complejidad en la torre mudéjar del pueblo.
En el tercer cuerpo se abre un vano en arco de medio punto para la hornacina, que guarda en su interior la imagen del Santo Cristo, a cuya advocación está dedicado.
Es una figurilla crucificada de madera con la corona de espinas realizada en metal. No está protegida de la climatología, lo que ha originado la pérdida de policromía, si la tenía, y la degradación de la madera, que se ve carcomida y frágil. La figura está mutilada por las piernas, y un brazo, que todavía cuelga de la cruz al que está clavado.
El edículo remata en un tejado a cuatro vertientes coronado por una cruz de forja, muy pequeña, casi insignificante en comparación con el tamaño del peirón.
No tiene ninguna función aparte de la de marcar el camino y señalizar el final del pueblo, pero desde que se recuerda, el día de Viernes Santo se le colocan unos faroles que tienen la función de iluminar al nazareno que carga la cruz de Cristo durante la procesión de ese mismo día. Actualmente la segunda caída del nazareno se realiza muy cerca de este peirón aunque podría ser que antiguamente la caída se representase delante del peirón, lo que explicaría el por qué de las luces, de cuyo mantenimiento siempre se encarga la misma familia.

#### Peirón de San Antón, San Senén y Santa Ubaldesca o del monte
Más conocido como Peirón del Monte. Es un buen ejemplo del peirón situado en el cruce de caminos.
Está situado lejos del pueblo, en un alto que favorece su visibilidad cuando sigues la senda que sale desde el pueblo con dirección a La Falcona, nombre que se les da a una parte de las tierras de trabajo del pueblo. Su colocación está en una bifurcación del camino, desde donde uno nos lleva a Báguena, y el otro Castejón de Tornos.
Constructivamente es el más sencillo de los tres. Se compone de un cuerpo prismático, situado sobre una grada construida de mampostería y ladrillo, que tenía un recubrimiento para que estos materiales no se vieran, pero que con el paso del tiempo se ha caído. También están recubiertas las paredes del cuerpo, pero se recuerda que era de ladrillo a cara vista, y que esta capa de cemento la pusieron hará unos 30 o 40 años como sujeción ante una posible caída.
En esta capa se pueden ver algunas inscripciones escritas en el cemento, como la fecha en la que se hizo (Dia 9 de Ma). Este cuerpo acaba en un tejadillo a cuatro aguas que estaba rematado por una cruz que se ha perdido.
Está dedicado a Santa Ubaldesca (en algunos libros aparece como Valdesca), a cuya advocación también está adscrita la campana mayor del pueblo. La santa aparece representada en una baldosa de cerámica situada en el interior de una hornacina adintelada, en compañía de dos santos. En todos los libros consultados aparecen como los mártires San Senén y San Abdón, pero la gente del pueblo coincide en que realmente son San Fabián y San Sebastián, incluso recuerdan una copla popular sobre este peirón que dice:
“San Fabián y San Sebastián,
dentro de la cueva están,
el uno pide queso y el otro pide pan.
¿Quién de los dos es el más laminero,
el que pide pan, o el que pide queso?”

### Casa consistorial
Construido en el siglo XVIII bajo el reinado de Carlos III fue terminado en 1780 según consta en una inscripción del edificio.

### Museo del vino
Ubicada en la zona de servicios de la casa del promotor del centro, ocupa uno de los lugares que, en su momento, se destinaban a la fabricación del vino. La colección consiste en una recopilación de aperos, herramientas y utensilios diversos empleados a lo largo de todo el proceso de la producción vinícola, incluyendo las grandes cubas de fermentación.

### Pinturas murales
Las pinturas se hallaban en el número 18 (16 antes de la renumeración de 1992) de la calle de Enmedio de San Martín del Río Jiloca.
No son especialmente singulares desde un punto de vista estético, si se utiliza por modelo la tabla que la historia del arte acostumbra a utilizar para valorar a los artistas del XVIII en general y a los fresquistas en particular, pero el autor de los frescos rescatados en San Martín del Río legó a la posteridad datos singulares por el lugar donde ubicó las pinturas, por la técnica utilizada y la iconografía manejada. Todo ello podría situar en las pistas de la formación e influencias del autor o autores no identificados por el momento. La autoría de las pinturas está por determinar pero no ocurre de igual modo con las fechas en que fueron realizadas pues existe una fecha ante quam situada el 13 de marzo de 1773 digna de todo crédito.
Las pinturas decoraban dos lienzos de pared y parte de los pilares que configuraban un solanar, en terminología de la zona, o terraza en forma de L que en el último estado medía 700 x 600 cm.
Técnicamente se trata de un fresco en parte propiamente al fresco y en parte al seco. Cuando el pintor o pintores no se apoyan en el dibujo utilizan los rasguños sobre el enlucido a modo de boceto previo, sobre todo en los contornos, señalados con punzón antes de depositar el pigmento. Doscientos años al aire libre, en un entorno climatológico adverso, con el tejado por única protección dan idea del estado de conservación de las pinturas.
Respecto al estado actual, es de justicia señalar el esfuerzo ímprobo de José Luis y Francisco Serrano por preservarlas a pesar del derribo de la casa. En este momento pilares y muros se hallan desmontados y colocados bajo cubierta para protegerlos del deterioro. Sin medios apropiados, pero con un derroche de imaginación sin límites, los Serrano desmontaron los muros y los pilares con perfiles metálicos y enrejillados para conservar esta singularidad que integra una parte de la memoria de San Martín del Río.
Entre las figuras resalta por su singularidad la de un gaitero con cornamusa de doble bordón sin que se pueda discernir si se trata específicamente de una gaita aragonesa. En un pilar emerge la de un soldado con un mostacho considerable, tocado con gorro alto en forma de tiara. El soldado cruza sobre sí un fusil de caño metálico sujeto a la caja de madera por medio de abrazaderas. El fusil muestra analogía por longitud total, caja, abrazaderas y llaves con los modelos innovados en 1757 cuyo uso se prolongó hasta 1791. El uniforme no conserva color sino en una banda estrecha que cruza el pecho desde el hombro izquierdo al lado contrario de la cadera.
Además de los pilares se decoraron dos muros. El menor acota el espacio con línea gruesa negra, simulando un marco. El interior describe un paisaje dispuesto acusadamente por términos un cazador silueteado en un solo color y varios animales: una zorra, dos asnos, un buey, un caballo, aves volando y diversos perros. Las alusiones arquitectónicas, más próximas al espectador son frontales, sin perspectiva, como el resto, y muy ingenuas, las más alejadas describen habitáculos inexistentes en la zona con cubiertas semiesféricas de inspiración oriental. La iglesia está mejor definida.
Es sin duda lo más apreciable de cuanto se ha descrito, por tamaño y por calidad de cuanto exhibe, pero resulta tan desconcertante como el resto de lo pintado pues conjuga hallazgos plásticos derivados de una sólida formación frente a ingenuidades propias de un principiante.
El mural no tiene tratamiento unitario. Solo el paisaje, con una excelente disposición de colores que contribuyen a la creación de planos, sirve de elemento unificador. La composición no jerarquiza, pero en el conjunto destaca la figura de un noble enmarcado entre dos árboles y acompañado por un perro. Esta disposición obliga a realizar la lectura de modo poco natural, a partir del lugar donde él se ubica, es decir, de derecha a izquierda. El noble está tocado con tricornio y viste casaca atravesada por una banda de color amarillo. Lleva calzas y del lado izquierdo cae un largo y amplio manto que, recogido parcialmente con la mano izquierda, se prolonga hasta el suelo. En la mano derecha, muy bien tratada, exhibe una bengala. Es, sin duda, el personaje más majestuoso y singular de todo el conjunto. Un perro blanco con manchas marrones, sentado sobre los cuartos traseros, complementa la escena.
Cuanto antecede nada tiene que ver con dos personajes situados a la izquierda de lo descrito. Situados frente a frente muestran actitudes opuestas: sumisión y agresividad. La primera corresponde a quien recibe el castigo, la segunda a quien golpea con un palo. Ambos conservan restos de color ocre y donde existe línea se observa trazo seguro y avezado para delimitar los cuerpos.
En la parte más alta, donde el paisaje se aleja y finaliza, es decir, al otro lado del río, el pintor ha situado dos nuevas escenas sin relación entre sí ni con el resto. A la derecha una figura femenina, la única en la totalidad del conjunto, limpia, arrodillada junto al río, objetos cerámicos bien perfilados porque seguramente el pintor utilizó modelos del natural. A la izquierda de ella, convenientemente separados, un personaje muy singular, armado con una lanza, se vuelve tres cuartos hacia la izquierda para incitar a pasar a un perro, muy deficientemente representado, situado tras él. Estas dos últimas figuras contrastan enormemente en aciertos y errores. Mientras la figura humana está dotada del rostro más expresivo de cuantos el autor ha reflejado y se mueve guiado por mano experta, el animal, un simple perfil, pone de manifiesto errores inconcebibles para resultar propios del mismo autor a no ser que los convencionalismos a los que está habituado profesionalmente le lleven a tomar tales decisiones.
El conjunto pictórico no ofrece firmas ni está datado, pero inscripciones, a modo de grafitis, ofrecen pistas suficientes para situarlo en Año 1773 fecha ante quam, puede establecerse con bastante seguridad gracias a la precisión de quien intuyó dejar un dato para la historia.
Con todo, habida cuenta de la fecha ante quam se datan las pinturas, el autor muestra un conocimiento exacto de los trajes cortesanos y de la indumentaria de los tipos vulgares, pero esta no responde a las del lugar.
Respecto al paisaje, se entrecruzan dos concepciones distintas impropias de un muralista: en un lado recurre a un paisaje por franjas o bandas de color dispuestas regularmente y por otro lo utiliza de fondo sin elementos descriptivos y reserva las zonas más próximas al espectador para los tonos más cálidos en tanto que los medios y los fríos se sitúan en la parte media y final o últimos planos. Los resultados son más que aceptables. El problema se plantea al integrar las figuras en el paisaje pues las unas no hallan la correlación adecuada en el otro.
La concepción general, el modo de yuxtaponer escenas para componer, el uso del color morado para perfilar y como fondo sobre el que depositar, sobre todo, el color turquesa; la distribución y tratamiento del color y la rapidez de las pinceladas en lo que afecta a la vegetación fundamentalmente; el tratamiento de los animales, la información que demuestra uno de los autores, muy lejos del nivel cultural que se supone a un medio rural en el siglo XVIII, llevan a aventurar la hipótesis de más de una mano procedentes de talleres cerámicos no pequeños precisamente porque están muy bien relacionados.

### Yacimientos
Yacimientos arqueológicos del Cerro del Zorro, donde se han encontrado materiales de la Edad de Bronce.
Yacimiento del Cerro Arrastrado, con cerámica hecha a mano.
Asentamiento árabe situado en el lugar llamado la pila de los Moros.

## Fiestas
- Virgen de Agosto y San Roque, del 15 al 20 de agosto.
- San Martín, 11 de noviembre (patronales).